# Casinaria graciliventris
Casinaria graciliventris är en stekelart som först beskrevs av Henry Lorenz Viereck 1926.  Casinaria graciliventris ingår i släktet Casinaria och familjen brokparasitsteklar. Inga underarter finns listade.